# Ludwig Karl Dieffenbach
Ludwig Karl Dieffenbach (* 27. April 1819 in Friedberg; † 17. oder 18. Juni 1901 in Lich) war Kreisrat in einigen Kreisen des Großherzogtums Hessen.

## Familie
Seine Eltern waren der Prof. und Rektor Philipp Dieffenbach (1786–1860) und dessen Frau Theodore, geborene Schefer.
Ludwig Karl Dieffenbach heiratete 1851 Wilhelmine Josephe Arras, (1834–1901), Tochter des erbachischen Zentgrafen Johann Balthasar Arras. Aus der Ehe gingen hervor:
- Johann Ludwig (1851–1936)
- Karl Friedrich Richard (1854–1857)
- Theodore Hilda (1864–1865)

## Karriere
Ludwig Karl Dieffenbach studierte Rechtswissenschaft an der Universität Gießen und schloss mit einer Promotion zum Dr. jur. ab. Anschließend war er Akzessist am Hofgericht. Im Zuge der Revolution von 1848 im Großherzogtum Hessen wurden Regierungsbezirke geschaffen. Ludwig Karl Dieffenbach wurde Sekretär der Regierungskommission des Regierungsbezirks Erbach. Nach der prinzipiellen Rückkehr zur vorrevolutionären Verwaltungsstruktur 1852 erhielt er die Stelle des Assessors im Kreis Nidda und nur einen Monat später im Kreis Biedenkopf. Von dort kehrte er 1858 in den Kreis Nidda zurück. 1860 wurde er zum Kreisrat des Kreises Neustadt ernannt, zunächst kommissarisch, ab 1861 endgültig. 1865 übernahm er in gleicher Funktion den Kreis Schotten. Am 9. September 1866 wurde ihm die Stelle des Kreisrates von Biedenkopf übertragen. Allerdings hatte das Großherzogtum Hessen in diesem Jahr gerade den Krieg von 1866 gegen Preußen verloren, das sich im folgenden Friedensvertrag vom 3. September 1866 unter anderem den bereits militärisch besetzten Kreis Biedenkopf abtreten ließ. Ludwig Karl Dieffenbach hatte also keine Chance, das Amt überhaupt anzutreten. Er wurde daraufhin zum 2. Januar 1867 pensioniert.